# Città di Koviljka
Città di Koviljka (o Koviljkin grad) è il nome di alcune rovine archeologiche vicino a Banja Koviljača, nel distretto di Loznica, ad ovest della Serbia.
La città è stata costruita dai Romani, e ci sono alcune indicazioni che il nome di questo insediamento romano è Gensis, ma questo non è mai stato confermato.
Si trova sulla sommità di una collina; i resti delle mura si allargana per circa 150 m. Nel centro è possibile riconoscere resti di diverse camere. Nell'epoca romana il fiume Drina scorreva sotto questo insediamento e si ritiene che questa città fosse un porto fluviale.
Il sito non è mai stato completamente esplorato dagli archeologi.

## Galleria d'immagini

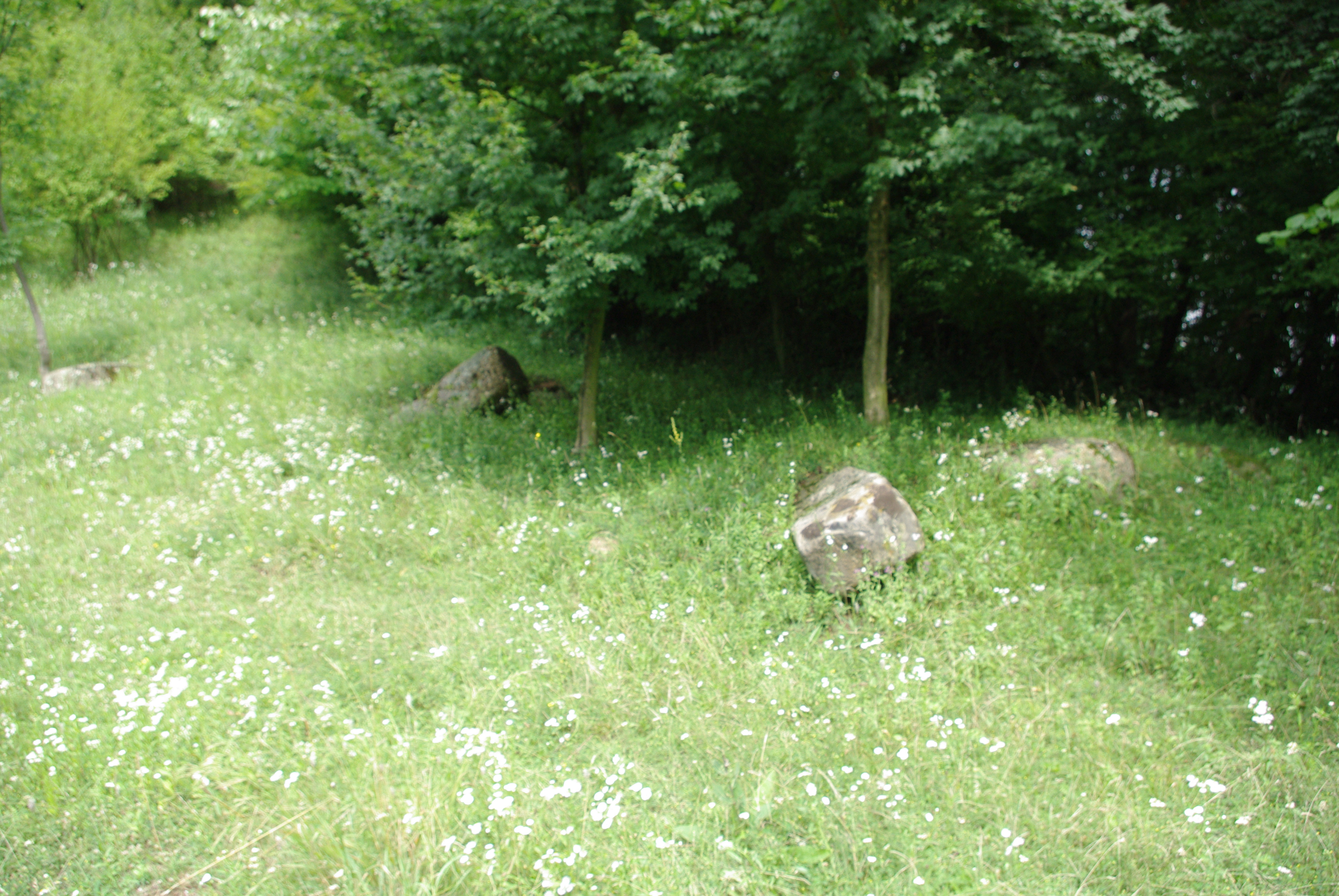
Pietre romane
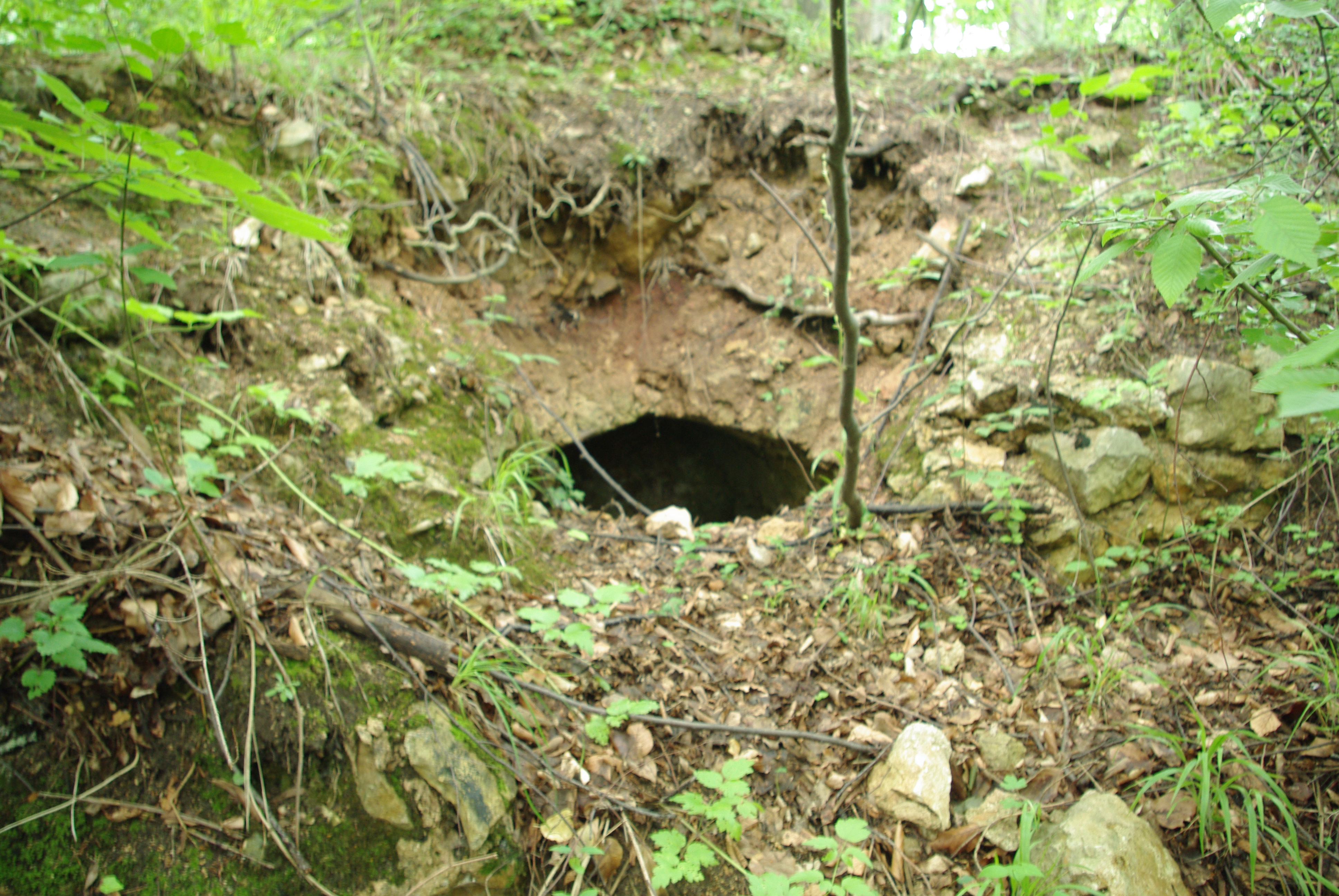
I resti della città di Koviljka
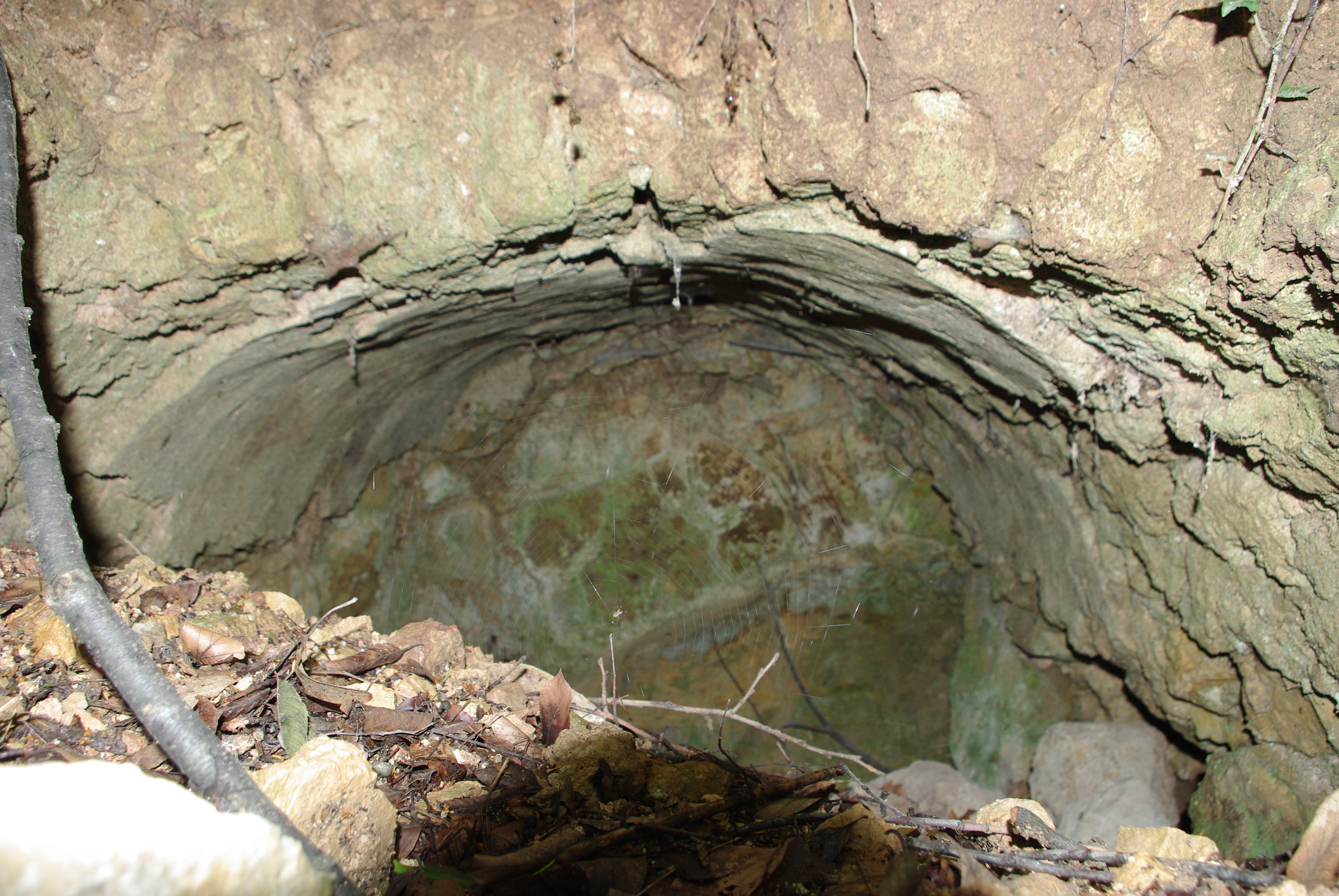
Una delle camere vista da vicino
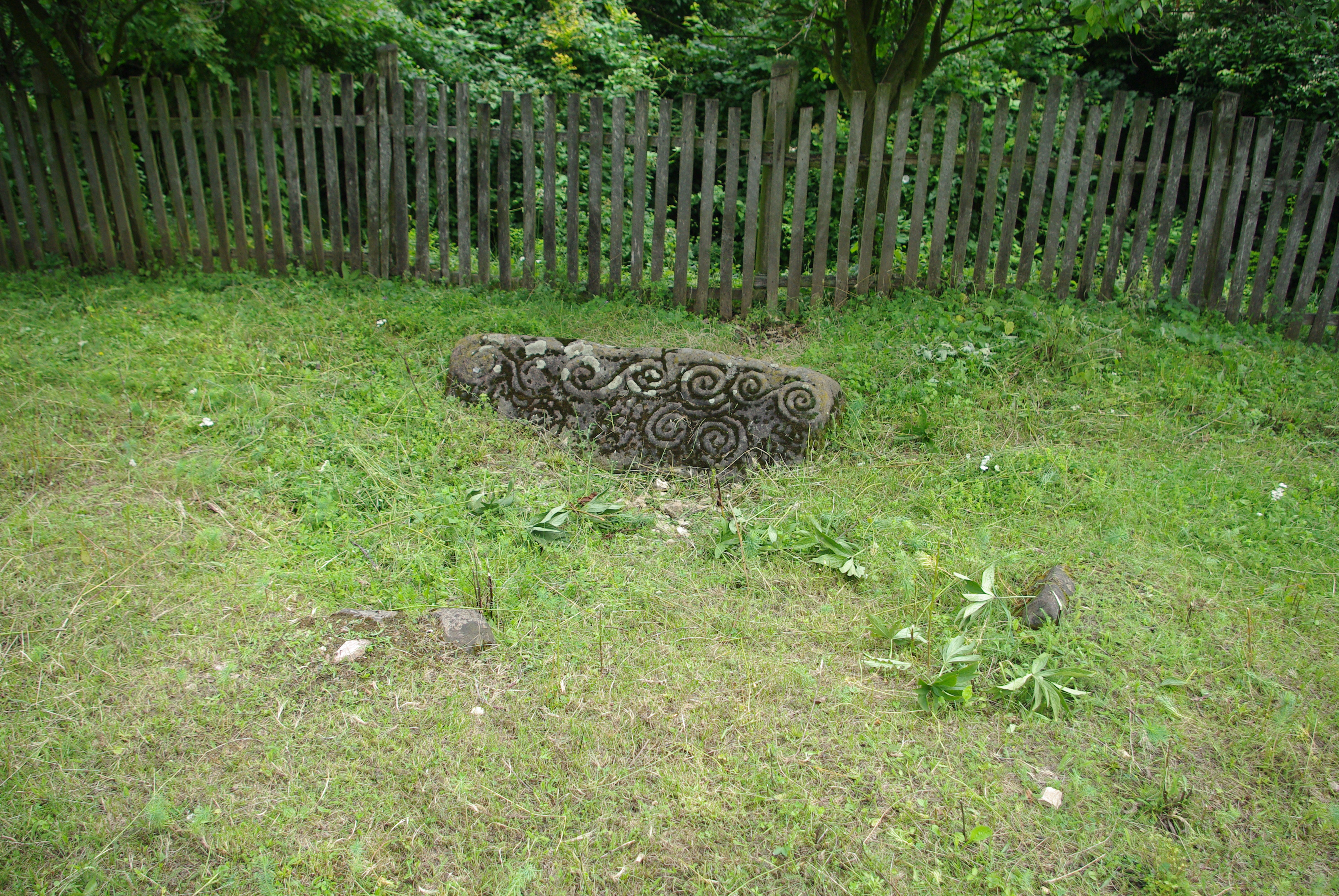
Pietra scolpita